# Declan (album)
Declan er debutalbummet fra den irske sanger Declan Galbraith. Det blev udgivet 22. september 2002 i Storbritannien, da Galbraith kun var 10 år gammel.

## Spor
1. "Danny Boy" (Frederic E. Weatherly) – 2:45
2. "Carrickfergus" (Alan Connaught, Traditionel) – 4:08
3. "Imagine" (John Lennon) – 3:03
4. "I'll Be There" (Hal Davis, Berry Gordy, Jr., Bob West) – 4:32
5. "It All Begins With Love" (Mack, Mason) – 4:36
6. "Your Friend" (Mack, Mason) – 4:19
7. "Love Can Build a Bridge" (John, Naomi Judd, Paul Overstreet) – 4:02
8. "Mama Said" (Mack, Mason) – 3:33
9. "Till The Day We Meet Again" (Mack, Mason) – 4:33
10. "Amazing Grace" (John Newton) – 3:21
11. "Circles In The Sand" (Mack, Mason) – 3:45
12. "Angels" (Guy Chambers, Robbie Williams) – 4:08
13. "Tell Me Why" (Mack, Mason) – 4:24
14. "Twinkle Twinkle Little Star" – 1:45